# Dale Mitchell
Dale Mitchell   (Vancouver, 21 d'abril de 1958) és un exfutbolista canadenc de la dècada de 1980.
Fou 55 cops internacional amb la selecció del Canadà.
Pel que fa a clubs, destacà a Portland Timbers.
Un cop retirat fou seleccionador del Canadà.